# Vilho Tuulos
Vilho Tuulos (Tampere, 26 de marzo de 1895-ibidem, 2 de septiembre de 1967) fue un atleta finlandés, especialista en la prueba de triple salto en la que llegó a ser campeón olímpico en 1920.

## Carrera deportiva
En los JJ. OO. de Amberes 1920 ganó la medalla de oro en el triple salto, llegando hasta los 14.505 metros, superando a los suecos Folke Jansson y Erik Almlöf (bronce con 14.27 metros).
Cuatro años después, en los JJ. OO. de París 1924 ganó la medalla de bronce en el triple salto, tras el australiano Anthony Winter y el argentino Luis Bruneto (plata).
Y otros cuatro años después, en los JJ. OO. de Ámsterdam 1928 volvió a ganar la medalla de bronce en el triple salto, llegando hasta los 15.11 metros, siendo superado por el japonés Mikio Oda (oro con 15.21 m) y el estadounidense Levi Casey (plata con 15.17 metros).